# ساساکی کورانوسوکه
ساساکی کورانوسوکه (انگلیسی: Kuranosuke Sasaki؛ زادهٔ ۴ فوریهٔ ۱۹۶۸) یک هنرپیشه اهل ژاپن است.
از فیلم‌ها یا برنامه‌های تلویزیونی که وی در آن نقش داشته است می‌توان به پسران قرن بیستم، مأموریت ناممکن سامورایی اشاره کرد.